# Kristaq Dollaku
Kristaq Dollaku (ur. 19 lipca 1925 w Korczy, zm. 2004 w Tiranie) – albański inżynier i działacz komunistyczny, minister przemysłu lekkiego i spożywczego w latach 1977-1980.

## Życiorys
Po ukończeniu szkoły powszechnej w Korczy kontynuował naukę w szkole pedagogicznej w Elbasanie. Po ukończeniu szkoły w 1943 pozostawał bez pracy. W 1944 wstąpił do Komunistycznej Partii Albanii. W latach 1944–1945 żołnierz w XV Brygadzie Armii Wyzwolenia Narodowego. Po zdobyciu władzy przez komunistów znalazł się w komitecie centralnym organizacji młodzieżowej i prowadził działalność organizacyjną w Elbasanie. W 1946 rozpoczął pracę w ministerstwie spraw zagranicznych, obejmując kierownictwo jednej z sekcji. Od września 1947 do października 1948 był osobistym sekretarzem premiera Envera Hodży. W roku 1948 wyjechał do Moskwy, gdzie ukończył studia z zakresu inżynierii materiałowej. Po powrocie do kraju w 1953 pracował jako inżynier w Kombinacie Tekstylnym im. Józefa Stalina w Tiranie, by w latach 1956-1964 objąć stanowisko głównego inżyniera w tym kombinacie. W latach 1964–1966 i 1970-1975 kierował Kombinatem Tekstylnym im. Mao Zedonga w Beracie. W 1966 objął stanowisko wiceministra w resorcie przemysłu lekkiego i spożywczego. W 1977 objął kierownictwo tego resortu w sytuacji narastającego kryzysu zaopatrzeniowego w Albanii. Po odejściu z ministerstwa w 1980 został dyrektorem Kombinatu Tekstylnego im. Stalina w Tiranie.
W latach 1966–1982 zasiadał w Zgromadzeniu Ludowym. Od 1948 członek Albańskiej Partii Pracy, w latach 1966-1981 członek Komitetu Centralnego partii. W latach 1973–1976 studiował filozofię i ekonomię polityczną w Wyższej Szkole Partyjnej im. Lenina w Tiranie. W latach 1975–1976 kierował organizacją partyjną w Beracie, a w latach 1976-1977 w Korczy.
Imię Kristaqa Dollaku nosi jedna z ulic w Tiranie.